# Urostola commonstrata
Urostola commonstrata är en fjärilsart som beskrevs av Walker 1861. Urostola commonstrata ingår i släktet Urostola och familjen mätare. Inga underarter finns listade i Catalogue of Life.